# Ekka (hippomobile)
Pour la manifestation annuelle autour de l'agriculture tenue à Brisbane (Australie), voir Ekka.

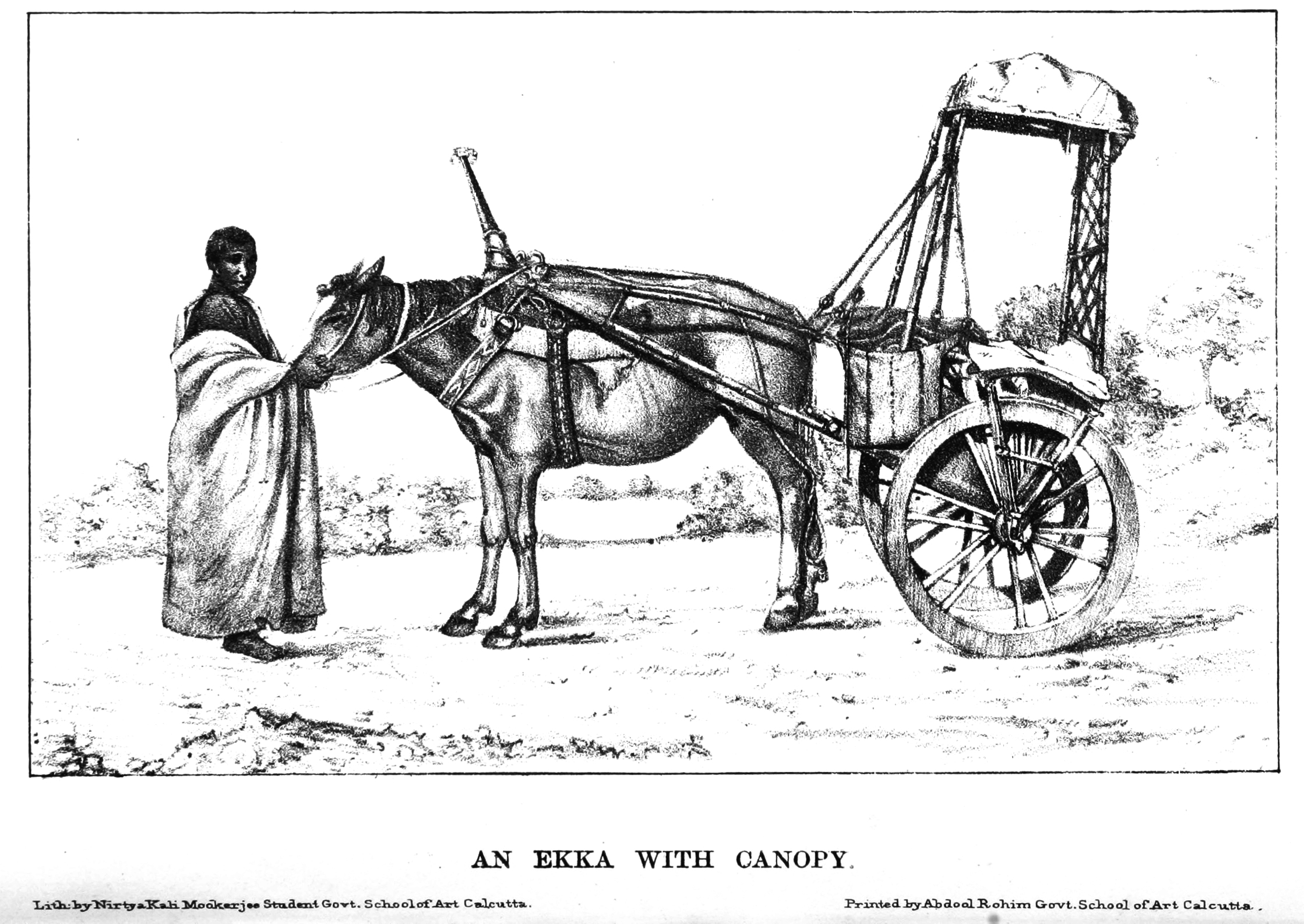
Un ekka de Bihar (vers 1885)

Un ekka (parfois transcrit hecca, ecka ou ekkha) est un véhicule généralement hippomobile, tracté par un unique animal, et utilisé dans le nord de l'Inde. Ils étaient fréquemment d'usage au XIXe siècle, et réputés très inconfortables.

## Étymologie
Le mot Ekka est un dérivé de l'hindi ek, signifiant « un ». Les ekkas sont conçus comme des objets « piège » (un piège à poney). 

## Histoire
Ces hippomobiles ont été couramment utilisés comme taxis ou comme moyen de locomotion privé au XIXe siècle en Inde. Il en est fréquemment fait mention dans la littérature coloniale de l'époque. Il y est dit aussi que certains types d'ekkas furent utilisés par les peuples de la civilisation de la vallée de l'Indus (sans la roue à rayons). 

## Description

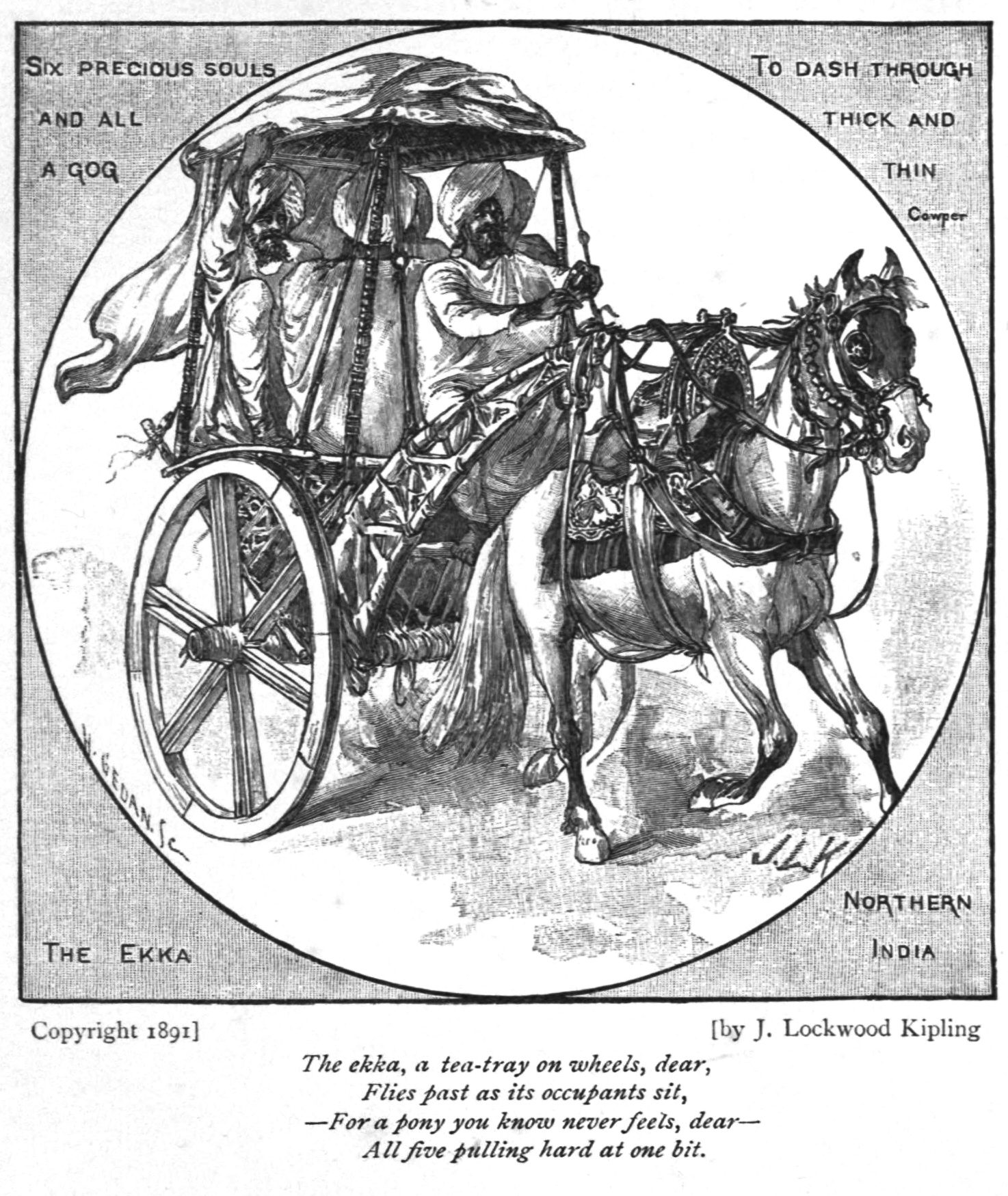
Ekka dessiné par John Lockwood Kipling.

Les ekkas ont généralement tirés par un seul cheval, un poney, ou un mulet, plus rarement un bœuf. Ils se caractérisent par une paire de grandes roues en bois (avec traditionnellement, un essieu en bois) et une nacelle bâchée à plancher plat, offrant de l'ombre au passager et au cocher. Traditionnellement, les ekkas ne disposent pas de ressorts ni de sièges, les passagers devant s'asseoir sur leurs hanches et résister aux secousses transmises par les roues. John Lockwood Kipling, l'artiste et père de Rudyard Kipling, décrit l'ekka comme un « bac à thé sur roues » dont les passagers sont assis comme des « lettres capitales N compressées ». Des cloches étaient attachées au chariot de façon à avertir les gens de rester en dehors de son chemin. L'espace entre le plancher de la nacelle et les roues était disponible pour y stocker des bagages,. Les versions plus larges destinées à être tractées par deux bœufs ont également été considérées comme des ekkas, bien que les véhicules hippomobiles équivalents adaptés à deux chevaux, avec une meilleure assise, soient nommés des « tongas »,.

## Dans la littérature coloniale
D'après Kipling, « Une conduite cruelle et un mépris sans cœur de la soif de la créature sont les pires caractéristiques de l'immense trafic d'ekkas du nord de l'Inde. Les règles pédantes sur l'alcool causent probablement plus de souffrance que toute autre chose. Le natif est toujours en train de boire de l'eau, car dans une terre où il fait bon vivre, il faut souvent boire. Mais ce qui est bon pour lui est considéré comme mauvais pour le poney, écumant et moussant dans la misère assoiffée ».